# Parafia św. Mikołaja w Lublinie

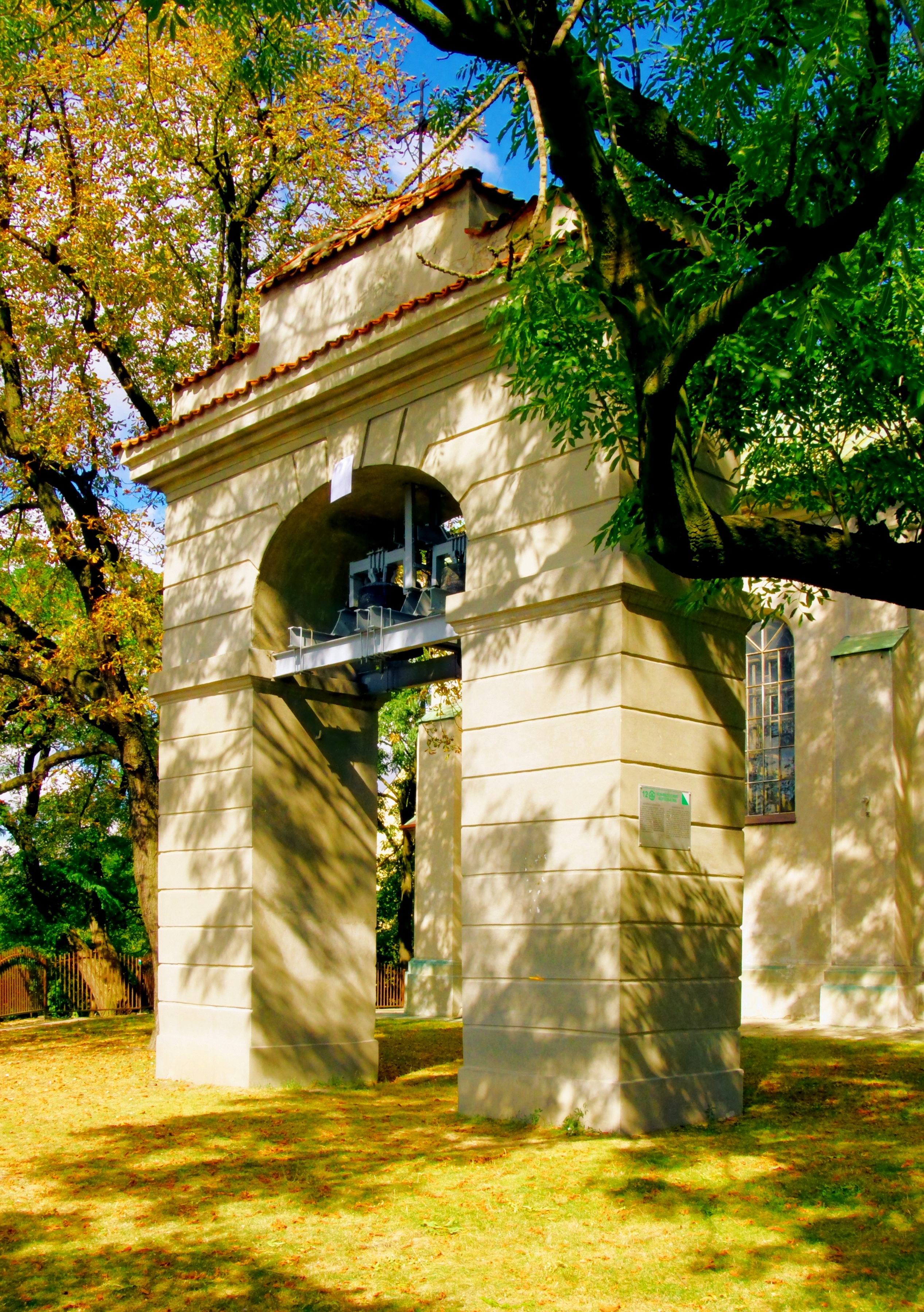
Dzwonnica

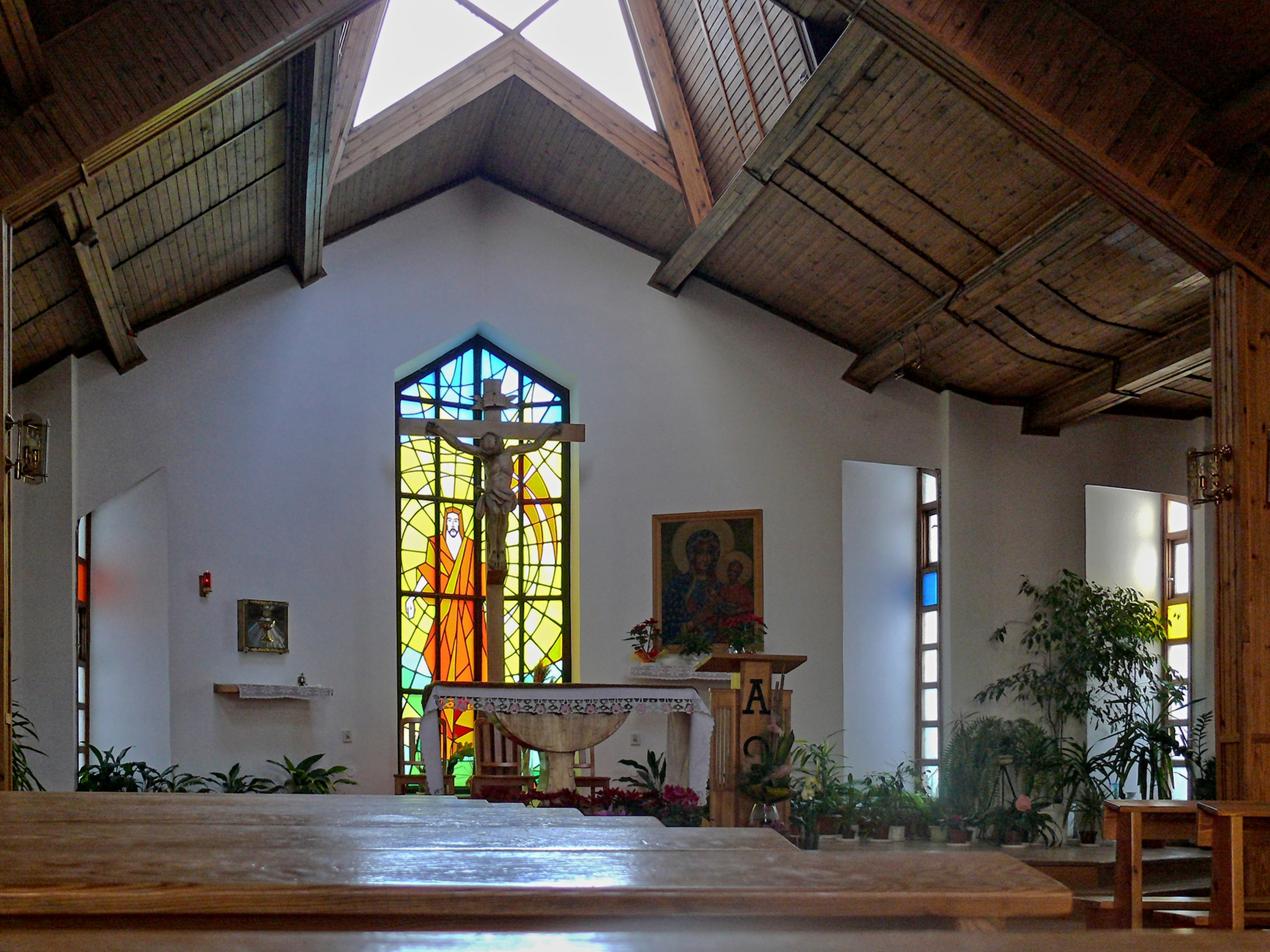
Kaplica w SPSK 4

Parafia Świętego Mikołaja w Lublinie – parafia rzymskokatolicka w Lublinie, należąca do archidiecezji lubelskiej i Dekanatu Lublin – Śródmieście. Została erygowana w styczniu 1920. Kościół parafialny wybudowany w drugiej połowie XVI wieku. Mieści się przy ulicy księdza Michała Słowikowskiego. Ponadto na terenie parafii znajdują się następujące kaplice:
- kaplica pw. Aniołów Stróżów w Uniwersyteckim Szpitalu Dziecięcym przy ul. Gębali 6
- kaplica pw. NMP Uzdrowienia Chorych w Samodzielnym Publicznym Szpitalu Klinicznym nr 4 przy ul. Jaczewskiego 8
- kaplica pw. św. Stanisława Kostki w Zespole Szkół im. św. Stanisława Kostki.